# Заремба, Николай Иванович
Никола́й Ива́нович Заре́мба (3 (15) июня 1821 — 27 марта (8 апреля) 1879) — русский музыкальный педагог.

## Биография
Родился 3 (15) июня 1821 года в имении Озупино (Люцинский уезд, Витебская губерния; ныне — Лудзенский край, Латвия). С детства занимался музыкой и в школьные годы уже импровизировал на фортепиано.
Окончил 3-ю Санкт-Петербургскую гимназию (1840) и Императорский Санкт-Петербургский университет (1844), одновременно изучая фортепиано под руководством Антона Герке и виолончель у Иоганна Беньямина Гросса. Затем изучал композицию в Берлине у Адольфа Маркса. Возвратившись в 1854 году в Петербург, Заремба принял на себя руководство Хоровым обществом при лютеранской Петропавловской церкви. В 1859 году Заремба стал читать лекции в классах, учреждённых при Русском музыкальном обществе, а в 1862 году стал профессором теории музыки в Санкт-Петербургской консерватории; с 1867 года по 1871 год был её директором. Затем некоторое время жил за границей.
В конце 1878 года был разбит параличом и скончался 27 марта (8 апреля) 1879 года. Похоронен на Волковом лютеранском кладбище (уч. 23); утверждение, по которому могила была якобы утрачена, ошибочно.

## Творчество
Известно, что университетским студенческим оркестром под управлением К. Шуберта была исполнена, и с большим успехом, сочинённая Н. И. Зарембой симфония. Однако композиторское наследие Зарембы крайне незначительно в количественном отношении: ему принадлежат оратория «Иоанн Креститель», симфония, струнный квартет, хоровые сочинения — всё это практически не публиковалось и не исполнялось даже при жизни автора.
Разработанная Зарембой подробная «Инструкция для Санкт-Петербургской консерватории» длительное время служила организационной основой её работы. К числу его учеников принадлежат Пётр Чайковский, Василий Сафонов, Герман Ларош, Николай Соловьёв (впоследствии посвятивший Зарембе персоналию в «Брокгаузе — Ефроне»), Элла Адаевская, Карл Зике, Иван Помазанский, Константин Галлер, Андрей Казбирюк, Григорий Львовский, его преемник на кафедре теории Григорий Маренич и другие. И. М. Ямпольский в «Музыкальной энциклопедии» отметил:

Заремба первым в России начал преподавать теорию музыки на русском языке. Лекции Зарембы отличались живостью и образностью изложения. Однако его эстетическим взглядам был присущ консерватизм, свои музыкально-теоретические высказывания он нередко облекал в религиозную оболочку (что было осмеяно М. П. Мусоргским в «Райке»).